# ویندوز سرور ۲۰۱۹
ویندوز سرور ۲۰۱۹ نسخه فعلی سیستم عامل سرور است که توسط مایکروسافت در تاریخ ۲ اکتبر ۲۰۱۸ به صورت عمومی منتشر شده‌است و به عنوان بخشی از خانواده سیستم عامل ویندوز سرور شناخته می‌شود.

## توسعه و انتشار
توسعه ویندوز سرور ۲۰۱۹ در تاریخ ۲۰ مارس ۲۰۱۸ اعلام شد و اولین نسخه پیش‌نمایش محدود در همان روز منتشر شد و در تاریخ ۲ اکتبر ۲۰۱۸ برای دسترسی عمومی منتشر شد. ویندوز سرور ۲۰۱۹ بخشی از خانواده ویندوز سرور است و تاریخ پشتیبانی طولانی‌تر از ویندوز ۱۰ دارد. (ویندوز سرور ۲۰۱۹ تا سال ۲۰۲۹ و ویندوز ۱۰ تا سال ۲۰۲۵ پشتیبانی می‌شود)

## امکانات
ویندوز سرور ۲۰۱۹ دارای ویژگی‌های زیر است:
- زیرسیستم ویندوز برای لینوکس (WSL)
- پشتیبانی از کوبرنتیز (نسخه بتا)
- ویژگی‌های واسط گرافیکی کاربر از ویندوز ۱۰ نسخه ۱۸۰۹.
  - فضای ذخیره‌سازی مستقیم
  - خدمات ذخیره‌سازی مهاجرت
  - ذخیره‌سازی Replica
  - سیستم بینش
- بهبود ویندوز دیفندر
- مرکز مدیریت ویندوز

## تاریخچه نسخه
| نسخه       | تاریخ انتشار  |
| ---------- | ------------- |
| ۱۰٫۰٫۱۷۶۲۳ | ۲۰ مارس ۲۰۱۸  |
| ۱۰٫۰٫۱۷۶۲۷ | ۲۴ مارس ۲۰۱۸  |
| ۱۰٫۰٫۱۷۶۶۶ | ۱۵ مه ۲۰۱۸    |
| ۱۰٫۰٫۱۷۶۹۲ | ۱۹ ژوئن ۲۰۱۸  |
| ۱۰٫۰٫۱۷۷۰۹ | ۱۰ ژوئیه ۲۰۱۸ |
| ۱۰٫۰٫۱۷۷۱۳ | ۱۶ ژوئیه ۲۰۱۸ |
| ۱۰٫۰٫۱۷۷۲۳ | ۳۱ ژوئیه ۲۰۱۸ |
| ۱۰٫۰٫۱۷۷۳۳ | ۱۴ اوت ۲۰۱۸   |
| ۱۰٫۰٫۱۷۷۳۸ | ۲۱ اوت ۲۰۱۸   |
| ۱۰٫۰٫۱۷۷۴۴ | ۲۸ اوت ۲۰۱۸   |
| ۱۰٫۰٫۱۷۷۶۳ | ۲ اکتبر ۲۰۱۸  |